# Uromastyx yemenensis
Uromastyx yemenensis är en ödleart som beskrevs av  Thomas Wilms och SCHMITZ 2007. Uromastyx yemenensis ingår i släktet dabbagamer, och familjen agamer. IUCN kategoriserar arten globalt som nära hotad.

## Underarter
Arten delas in i följande underarter:
- U. y. yemenensis
- U. y. shobraki